# Adamantinoma

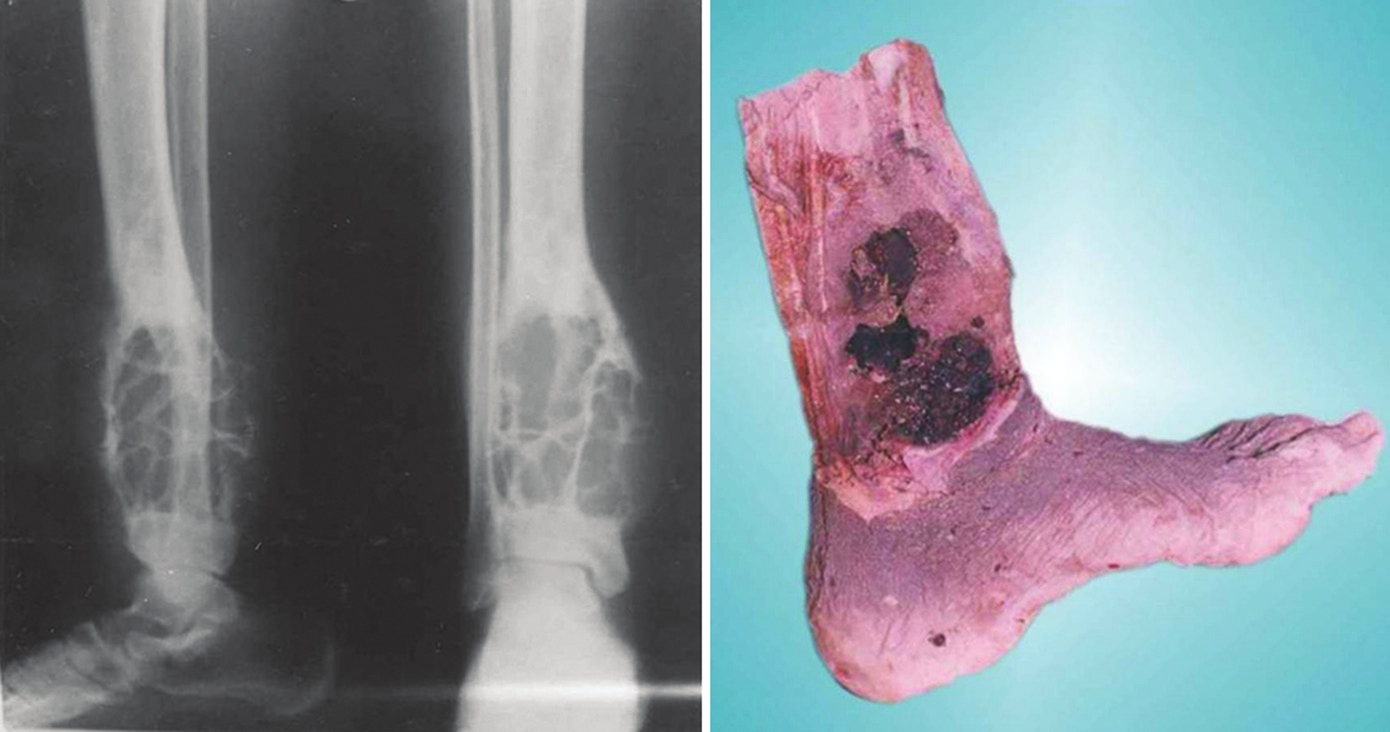

L'adamantinoma è un tumore maligno delle ossa lunghe, che si localizza perlopiù nella parte media della corteccia anteriore e nella diafisi della tibia, anche se è stato osservato più raramente il coinvolgimento di altre ossa come il perone e il femore. L'eziologia di questo tumore al momento non è ancora nota.  Le metastasi si verificano nella maggioranza dei casi a carico dei polmoni e si manifestano solitamente solo negli stadi più avanzati.
In passato, con il medesimo termine si indicava una neoplasia benigna dello smalto dentario, al giorno d'oggi denominata ameloblastoma.

## Epidemiologia
L'adamantinoma è un tumore osseo maligno primitivo, a lenta evoluzione e decisamente raro: si ritiene che rappresenti circa lo 0,1-0,5% di tutti i tumori primitivi dell'osso. Ad oggi in letteratura medica sono stati segnalati poche centinaia di casi. La sua incidenza è maggiore negli adolescenti.

## Eziologia
L'eziologia di questo tumore non è stata ancora completamente chiarita. A causa della rarità di questo tumore è difficile stabilire con maggiore precisione la possibile causa. Allo stato attuale delle conoscenze si ritiene che il tumore sia di origine epiteliale. Secondo la teoria più diffusa durante lo sviluppo embriologico vi sarebbe una anomala migrazione di cellule dell'epitelio basale della cute: questa ipotesi è supportata dal prevalente interessamento della tibia anteriore, dove l'ossificazione encondrale avviene più prossimalmente alla superficie della cute.
Circa il 60% dei pazienti che sviluppano un adamantinoma ha una storia di un trauma significativo che ha coinvolto l'osso interessato. Per questo motivo si ritiene che il trauma possa essere un fattore di rischio per lo sviluppo di questo tumore, anche se non è chiaro se in realtà sia il tumore stesso, tramite un'azione di indebolimento dell'area dell'osso interessato, ad aumentare la probabilità di lesioni (es. fratture) che coinvolgono la zona d'insorgenza tumorale.

## Classificazione
Gli adamantinomi sono generalmente classificati in 2 differenti tipi: adamantinoma classico e adamantinoma differenziato.
- Adamantinoma Classico: in genere interessa soggetti con più di 20 anni di età. È una forma di adamantinoma particolarmente aggressiva e tende a metastatizzare per via ematica, in particolare al polmone
- Adamantinoma Differenziato: si verifica quasi esclusivamente in pazienti con meno di 20 anni. Quest'ultimo tipo è molto meno aggressivo del precedente ed è spesso chiamato "displasia osteofibrosa adamantinoma like". Istologicamente si presenta come un mix di cellule tumorali e cellulenon tumorali (simili a quelle della displasia osteofibrosa.[2]

I due diversi tipi, inoltre, differiscono per alcuni specifici aspetti radiologici e istologici.

## Sintomatologia
La lenta crescita tumorale fa sì che spesso il paziente affetto da adamantinoma sia paucisintomatico, o addirittura asintomatico, per un lungo periodo della storia naturale della malattia. Il segno tipico, nel paziente affetto da adamantinoma al primo stadio è la tumefazione non dolorosa della parte interessata dal tumore. I sintomi progrediscono quindi lentamente e, con il passare del tempo, la persona accuserà dolore osseo (spesso intermittente), l'evidenza di una tumefazione o massa ossea, una zoppia inspiegabile e una riduzione del range di movimento della parte interessata.
Statisticamente il tumore è prevalentemente a carico della tibia, ma tutte le principali ossa degli arti possono essere coinvolte e, raramente, è stato segnalato il coinvolgimento anche di alcune ossa corte. Secondo una review del 2008 altre ossa coinvolte, in ordine decrescente di frequenza, includono l'omero, l'ulna], il femore, la fibula, il radio, l'anca, le costole, la colonna vertebrale e, raramente, le piccole ossa della mano e del piede. Sono stati segnalati solo sei casi di adamantinoma spinale.

## Diagnosi
- Radiografia standard: il limite è rappresentato dalla lunga lista di diagnosi differenziali tra l'adamantinoma e altre patologie ossee (es. displasia osteofibrosa, displasia fibrosa, osteomielite, fibroma non ossificante, cisti ossee, condrosarcoma) che mostrano aspetti radiologici sostanzialmente simili. La tecnica in genere mostra un assottigliamento delle ossa, e spesso non vi è alcuna reazione periostale. I tumori caratteristici si presentano come lesioni sclerotiche/cistiche aventi un peculiare aspetto a bolla di sapone. La radiografia tradizionale mostra che, spesso, le lesioni sono eccentriche, espansibili e situate nella corteccia dell'osso colpito.
- Tomografia computerizzata (TAC): si caratterizza per un miglior potere di risoluzione e tuttavia nella gran parte dei casi non permette una diagnosi di certezza. Spesso la tecnica mette in evidenza regioni sclerotiche ipodense nella diafisi tibiale. Talvolta vi possono essere erosioni dell'osso superficiale.
- Risonanza magnetica nucleare (RMN): valgono sostanzialmente le stesse considerazioni sopra riportate per la TAC. Analogamente ad altri tumori ossei l'adamantinoma mostra una bassa intensità di segnale alla risonanza magnetica pesata in T-1 ed un'alta densità di segnale in quella T-2. Questo esame risulta tuttavia utile prima dell'intervento chirurgico di resezione perché fornisce all'ortopedico una migliore delineazione del tessuto molle e del midollo osseo interessato.

## Trattamento
Il trattamento di scelta consiste in una resezione con ampi margini operatori o, spesso e specie in casi di tardiva diagnosi, nell'amputazione. La tecnica del curettage invece provoca delle recidive. Le metastasi sono una rara forma di presentazione e possono verificarsi fin nel 30% dei pazienti durante il trattamento. È noto che il tumore è scarsamente rispondente alla radioterapia o alla chemioterapia, alle quali si può comunque ricorrere in caso di metastasi chirurgicamente non aggredibili.